# Криштоф, Елена Георгиевна
Елена Георгиевна Криштоф (16 июня 1925, Алушта — 1 августа 2001, Симферополь) — русская писательница, педагог. Член Союза писателей СССР (1965). Заслуженный деятель искусств Автономной Республики Крым (2000).

## Биография
Родилась 16 июня 1925 года в Алуште. Отец, Георгий Иванович Криштоф, агроном, коммунист, работал в Германии, руководил табачным совхозом в Алуште. Отец скончался от чахотки, когда дочери было девять лет. Мать — Анастасия Ивановна. Во время Великой Отечественной войны семья проживала в Крыму.
Окончила филологический факультет Крымский государственный педагогический институт (1950). По распределению была направлена учительницей русского языка и литературы в посёлок Первомайское, где работала до 1953 года. Работая в школе Криштоф занимается писательской и журналисткой деятельностью. Публикуется в районных и областных газетах. Первую повесть «Школа в степи» опубликовала в 1956 году в альманахе «Крым». В 1959 году за сборник рассказов «Солнечный день» получила литературную премию. Тогда же в журнале «Юность» была опубликована повесть «Май месяц перед экзаменами».
С 1954-го по 1960 год являлась инспектором районного отдела народного образования. После начала вещания крымского телеканала Криштоф становится сотрудником художественной редакции.
В 1965 году была принята в Союз писателей СССР, за что получила комнату в коммунальной квартире.
В 2001 году была издана её последняя книга.
Скончалась 1 августа 2001 года в Симферополе. Похоронена на старом кладбище Абдал в Симферополе.

## Творчество
Светлана Игоревна Макаренко делит творчество Криштоф на шесть групп: детская литература, краеведение, литературные портреты или описания литературного быта, исторические произведения, рассказы, созданные на реальной основе и психологическую прозу.
Несколько раз был переиздан путеводитель Криштоф «Алушта», получивший положительную рецензию от секретаря Алуштинского ГККПУ Эрика Покровского. Кроме того, Криштоф является автором краеведческих книг «Приглашение к путешествию», «Сто рассказов о Крыме», повестей и романов «Кто будет капитаном», «Утро каждого дня», «Если бы ты был моим сыном», «Попытка старомодного романа» и др.
С 1988 по 1997 год романы и рассказы писательницы печатались в журнале «Брега Тавриды». Среди них детективный ретро-роман «Великий немой», рассказы «Жизнь в картинках», «Пришёл и спас», «История одной жизни» и «Переделкинские рассказы». С 1991 по 2001 год опубликовала в газете «Крымские известия» порядка 30 своих работ
Неоднократно бывала в Доме творчества в Переделкино, где начала дружить с писателем Арсением Тарковским и его супругой. Написала воспоминания о Тарковском «Нищий царь», опубликованные в киевском журнале «Радуга», а затем в коллективном сборнике воспоминаний
В 1996 году передала текст романа «Наши знакомые в любви и гневе» для издания в Москве журналисту Олегу Азарьеву. Тем не менее, опубликовать роман не удалось. Азарьев предложил написать писательнице более лёгкий современный роман. Спустя два года Криштоф передала Азарьеву роман «Женщина на фоне любви и моря», однако его публикация также не состоялась
Является автором романа об Александре Пушкине «Для сердца нужно верить», изданного в Крыму 1988 году и переизданного в 1997 году в Москве
Для издания книги «Легенды Крым» (2001) Криштоф продала свой дом в Алуште

## Награды
- Лауреат республиканской премии им. С. Н. Ценского[1]
- Лауреат Государственной премии Автономной Республики Крым за 1995 год — за роман "Для сердца нужно верить" и цикл публикаций "Легенды Крыма"[6]
- Заслуженный деятель искусств Автономной Республики Крым (7 августа 2000) — За значительный личный вклад в развитие многонациональной культуры Автономной Республики Крым, высокое профессиональное мастерство и в связи в 75-летием со дня рождения[7].
- Почётный первомаец (16 июня 2005)[2]

## Память
Центральная районная библиотека в посёлке Первомайском названа именем Елены Криштоф.
Личные вещи и фотографии Елены Криштоф хранятся в Алуштинском историко-краеведческом музее.

## Труды
- Утро каждого дня. — С.: Крымиздат. 1963
- Рассказы о Крыме. — С.: Крым. 1968
- Ищу судьбу. — Симферополь, «Таврия». 1974
- Кто будет капитаном? — Симферополь, Крымиздат. 1961
- Попытка старомодного романа. — Симферополь. 1983
- Рассказы о Крыме. — Симферополь, Крым. 1968
- Сто рассказов о Крыме.- Симферополь. 1985.
- Если бы ты был моим сыном.- Симферополь: Таврия. 1972
- Повесть о веселом сердце.- Симферополь: Крымиздат. 1960